# Almirante Tamandaré
Almirante Tamandaré är en stad och kommun i södra Brasilien och ligger i delstaten Paraná. Staden är belägen strax norr om Curitiba och ingår i dess storstadsområde. Befolkningen uppgick år 2014 i kommunen till cirka 112 000 invånare.